# 六足蟹科
六足蟹科（Hexapodidae）是螃蟹的其中一個科，屬於其獨自的六足蟹總科（Hexapodoidea）。傳統上，本科的生物被歸類成為豆蟹科之下的一個亞科，又或被劃歸梭子蟹總科。